# Mount Chase
Mount Chase – miasto w Stanach Zjednoczonych, w stanie Maine, w hrabstwie Penobscot.